# Jõõpre
Jõõpre är en ort i Estland. Den ligger i Audru kommun och landskapet Pärnumaa, i den sydvästra delen av landet, 110 km söder om huvudstaden Tallinn. Jõõpre ligger 12 meter över havet och antalet invånare är 448.
Terrängen runt Jõõpre är mycket platt. Runt Jõõpre är det glesbefolkat, med 12 invånare per kvadratkilometer. Närmaste större samhälle är Pärnu, 14,0 km sydost om Jõõpre. Omgivningarna runt Jõõpre är en mosaik av jordbruksmark och naturlig växtlighet.